# Kościół Wniebowzięcia Najświętszej Maryi Panny w Białogórzynie
Kościół pw. Wniebowzięcia Najświętszej Maryi Panny w Białogórzynie – rzymskokatolicki kościół parafialny należący do dekanatu Białogard, diecezji koszalińsko-kołobrzeskiej, metropolii szczecińsko-kamieńskiej, w Białogórzynie, w województwie zachodniopomorskim.

## Historia
Budowa świątyni zakończyła się w 1838 r. Pieniądze na budowę pochodziły od rodziny von Bonin oraz pożyczki udzielonej przez króla Friedricha Wilhelma III. Początkowo świątynia pełniła funkcję kościoła ewangelickiego. Została przejęta przez kościół katolicki po II wojnie światowej.
Świątynia została erygowana na kościół parafialny pod tym samym wezwaniem 23 czerwca 1957 roku. Od 2011 roku funkcję proboszcza pełni ksiądz Marek Cieślik.

## Architektura
Jest to kościół drewniany, szachulcowy o konstrukcji słupowo-ramowej. Świątynia nie posiada wyodrębnionej nawy z prezbiterium, a cała budowla opiera się na planie zamkniętego prostokąta. Przynależąca wieża została dobudowana w 1935 roku. Kościół zwieńczony jest dachem dwuspadowym.

## Wyposażenie
Kościół posiada zabytkową emporę organową wspartą na słupach oraz metalowe okucie drzwi. W wieży kościelnej znajdują się dzwony, pochodzące z 1842 i 1925 roku. Ołtarz główny pochodzi z 1914 roku i został przeniesiony z kościoła w Drawsku Pomorskim. Nawiązuje on swoją formą do tryptyku.
Wśród zabytkowego wyposażenia należy także wymienić chrzcielnicę z przeł. XIX i XX w. oraz świecznik wiszący pochodzący z XIX w.